# Schloss Owińska

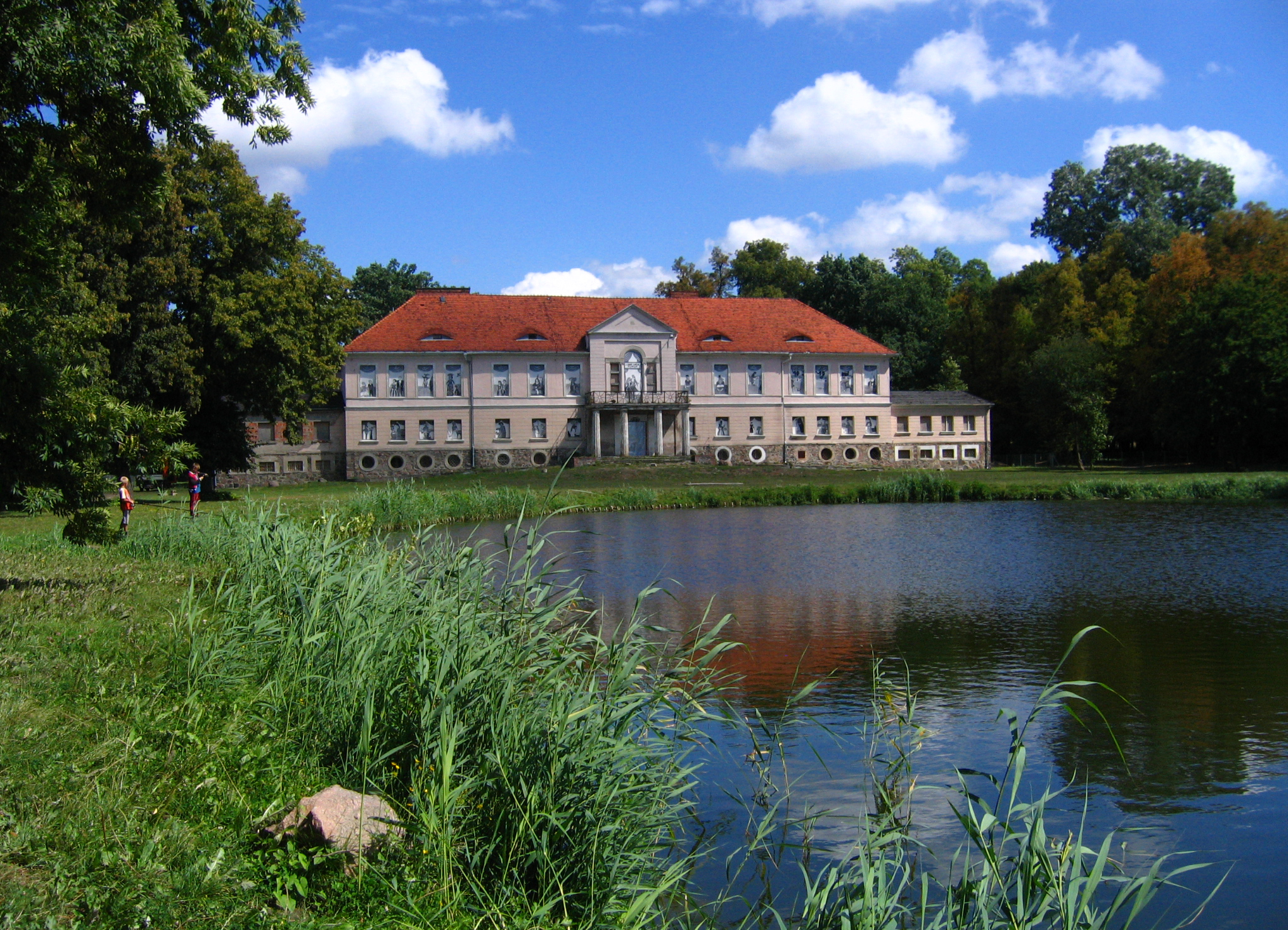
Schloss Owinsk

Schloss Owinsk ist ein Landschloss im Dorf Owińska, Gemeinde Czerwonak im Powiat Poznański, wenige Kilometer nördlich von Posen (Poznań).
Es handelt sich um ein einfaches und klar gegliedertes Schloss im klassizistischen Stil, das früher von einem großen Garten mit vorgelagertem See umgeben war. Das Bauwerk gilt in wesentlichen Teilen als ein Frühwerk Karl Friedrich Schinkels.

## Geschichte

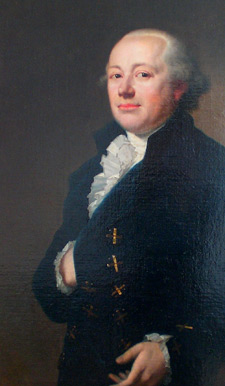
Sigmund O. J. von Treskow

### Erwerb durch Treskow
Mit der zweiten Teilung Polens fiel Owińska im Jahr 1793 an Preußen. Die 12.000 Hektar große Herrschaft Owinsk mit den zugehörigen Ortschaften wurde von dem vermögenden Kaufmann und Kanonikus Sigmund Otto Joseph von Treskow im Jahre 1797 erworben, der seine geschäftliche Tätigkeit in Berlin und Paris entfaltet hatte. Gleich nach der Übernahme der Güter wurden von dem neuen Besitzer erhebliche Mittel in die Verschönerung der Parkanlage und des herrschaftlichen Schlosses investiert. Zahlreiche Wirtschaftsgebäude wurden errichtet, umfangreiche Planierungen vorgenommen und eine Chaussee mitten durch das Dorf gelegt. Treskow legte festverzinsliche Hypothekenschuldscheine zur Finanzierung der Baukosten auf, an denen sich u. a. Wilhelm von Humboldt mit 38.000 Talern beteiligte.

### Architekten aus dem Kreis um David Gilly

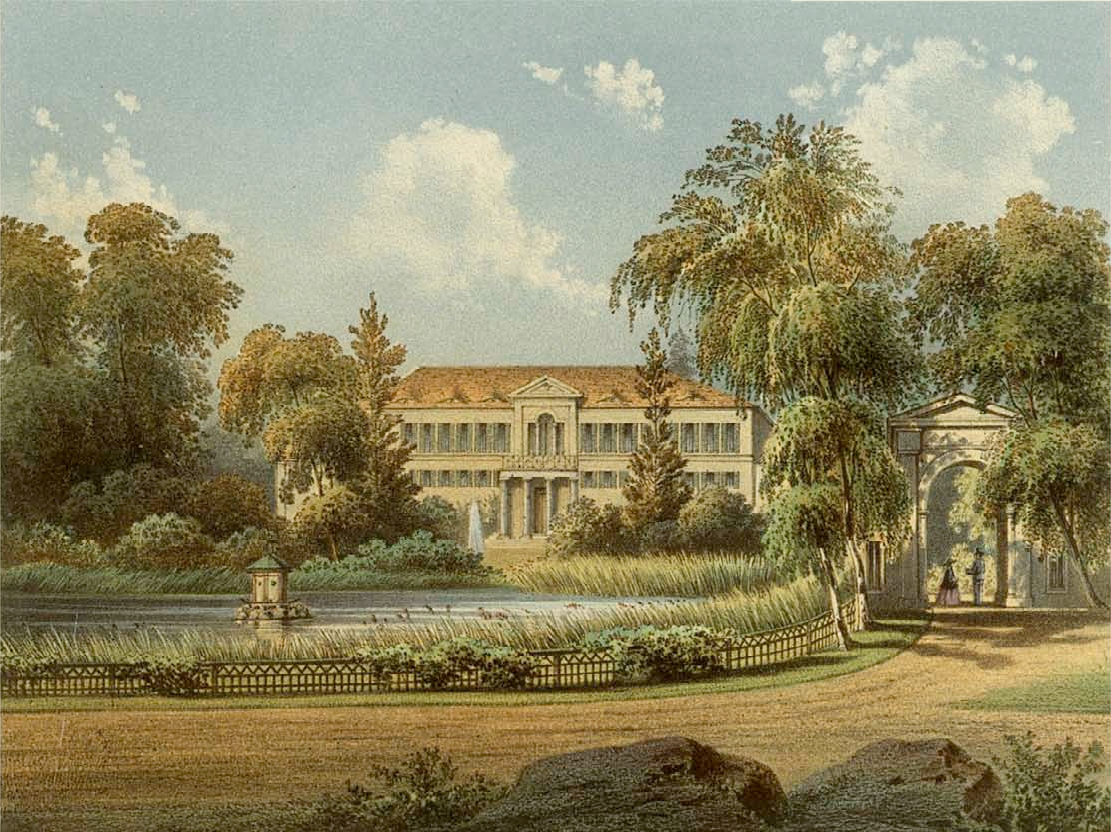
Lithografie des Schlosses Owinsk, 1860–61, Sammlung Alexander Duncker

Der Bauherr war aus der französischen Kolonie in Berlin gut mit David Gilly bekannt und bat diesen beim Ausbau der Herrschaft Owinsk um Rat. Gilly beauftragte 1799 zunächst seinen zuvor am Bromberger Kanal eingesetzten Schüler Ernst Conrad Peterson mit der Ausführung der ersten Wirtschafts- und Nebengebäude. Peterson durchlief parallel zu seiner Tätigkeit in Owinsk gemeinsam mit Karl Friedrich Schinkel 1799–1801 die Architekturklassen von David und Friedrich Gilly an der Berliner Bauakademie. Peterson ging nach bestandenem Examen 1801 als Stadtbaurat nach Bromberg und kümmerte sich von dort aus um den Fortgang der von ihm gewonnenen Bauten in Owinsk. Die Aufsicht über die Owinsker Baustelle übernahm vorübergehend der Posener Baurat Johann Anton Theodor Heermann, der mit David Gilly bereits seit 1795 beim Ausbau der Posener Altstadt zusammengearbeitet hatte.
Ab Herbst 1803 wurde der bis zum Frühjahr 1803 an der Baustelle des Weimarer Stadtschlosses beschäftigte Berliner Architekt Ludwig Catel für die Ausführung des Schlossbaus engagiert, Pläne hierzu zeichnete er im Winter 1803/1804. Wie aus dem Briefwechsel zwischen David Gilly und Ernst Conrad Peterson hervorgeht, hatte Catel schon im Jahre 1800 von Berlin aus Entwürfe für einzelne Nebengebäude in Owinsk geliefert. Eigenhändige Entwürfe von David Gilly für Owinsk sind nicht überliefert, dennoch ist davon auszugehen, dass die Entwürfe in Berlin im engsten Kreis um Gilly entstanden sind. Catel war hauptsächlich für die Bauausführung verantwortlich und griff hierbei auf schon vorhandene Pläne zurück. Seine Biografie bezeichnet ihn irrtümlich als alleinigen Architekten:

„Im Frühjahr 1804 reiste er nach Pohlen, um nach Plänen, die er im Winter ausgearbeitet, ein Schloß für den Herrn v. Treskow in Owinsk bei Posen zu erbauen. Dieser Bau beschäftigte ihn von 1804 bis im Sommer 1806. Neben der Leitung des Schloßbaues legte er zugleicherzeit dem H. v. Tresk. eine Ziegelei und Kalckbrennerei in Owinsk an.“

### Umplanung durch Schinkel
Wann genau Schinkel erstmals in Owinsk tätig wurde, ist nicht belegbar. Möglich sind erste Entwürfe für Wirtschaftsbauten bereits 1800–1801. Auch die Pläne für eine Erweiterung des bereits im Bau befindlichen Schlosses wurden möglicherweise schon auf der Italienreise von 1804 bis 1805 entworfen. Nachweisbar ist Schinkels Aufenthalt in Owinsk in den Bauphasen 1805 und 1806. Aus dieser Zeit datieren der zentrale Giebel mit seinem italienischen Serliana-Fenster sowie die beiden klassizistischen Torbauten. Schinkels erhaltene Entwürfe für einen Pharos an der Warthe und einen Blumensalon im Park konnten nach dem politischen Zusammenbruch von 1806 nicht mehr realisiert werden. Vor allem bei der Gestaltung der Innenräume (Vestibül, Rotunde mit Velarium und Sternendecke, Treppenhaus, Festsaal) arbeiteten Catel und Schinkel eng zusammen, wie bereits Adolph Doebber 1916 feststellte:

„So hebt sich auch das Wenige, was er (Schinkel) in der nächsten Zeit architektonisch zu schaffen hatte, noch nicht auffällig über Früheres empor. Bei der künstlerischen Durchbildung des 1804–1806 ausgeführten Schlosses Owinsk bei Posen kann man noch ähnliche Wahrnehmungen machen, wie in Buckow. Altes und Neues steht nebeneinander, wofür zum Teil freilich der Grund in der Mitwirkung Louis Catels liegen mag.“

Bemerkenswert ist die Fertigstellung der 1806 unvollendeten Innenräume nach Schinkelschen Entwürfen der späten 1820er Jahre: Während die frühen Raumgestaltungen Parallelen zu der Innendekoration des Weimarer Stadtschlosses erkennen lassen, zeigen die späteren Ausführungen deutliche Bezüge zu Schinkels Berliner Schloss- und Museumsbauten.
Bis 1945 war die Anlage ebenso wie das benachbarte Radojewo im Eigentum der Familie von Treskow. Otto Sigismund von Treskow (* 1793; † 1855), seit 1833 standesgemäß Ritter des Johanniterordens, hatte mit Owinsk noch ein Dutzend weitere Nebengüter, hauptsächlich im alten Kreis Posen. Er war Landwehr-Leutnant und auch Schlesischer Landschaftsrat. Mit seiner katholischen Ehefrau Josephine Koperska (* 1818; † 1897) begründete er die Treskowsche Familienlinie Haus Owinsk. Letzte Grundbesitzer waren u. a. Otto von Treskow-Owinsk (* 1836; † 1910) und seine Frau Berta Bensch (* 1844; † 1934), dessen Kern-Rittergut Owinsk um 1907 mit einigen Vorwerken und einer Waldparzelle einen Größenumfang von 2590 ha umfasste. Dann folgte im Minorat deren jüngster Sohn Walther von Treskow, verheiratet mit  (Jone) Roth (* 1892; † 1975), respektive ihr ältester Sohn Walther (* 1919; † 1941) und nominell dann dessen Bruder Udo von Treskow-Owinsk (* 1920; † 1942).

### Nachkriegszeit
Das Schloss wurde in Zeiten des Sozialismus als Schule genutzt und für das Schinkel-Jubiläum 1985 grundlegend saniert. Bis zum Jahre 2000 war zumindest ein Seitenflügel bewohnt, erst danach verfiel das inzwischen privatisierte und ungenutzte Gebäude. Die Parkett-Fußböden und die Geländer der Berliner Eisengießerei wurden in dieser Zeit herausgebrochen und gestohlen. Im Jahr 2002 kaufte die Gemeinde das Schloss zurück, sicherte das Bauwerk und begann mit ersten Arbeiten in der Parkanlage. Seither konnten beide Torbauten mit Fördermitteln der Europäischen Union denkmalgerecht saniert werden, sie beherbergen heute eine Polizeiwache und das Tourismusbüro der Gemeinde Czerwonak.
Die Hermann Reemtsma Stiftung, die bereits 1992 bis 1993 Schinkels um 1800 entworfenen Pomonatempel auf dem Potsdamer Pfingstberg instand gesetzt hatte, ließ 2010 ein Baugutachten für Schloss Owinsk erstellen, auf dessen Grundlage die Gemeinde Czerwonak über eine künftige Nutzung entscheiden wird.

## Gestaltung des Schlosses

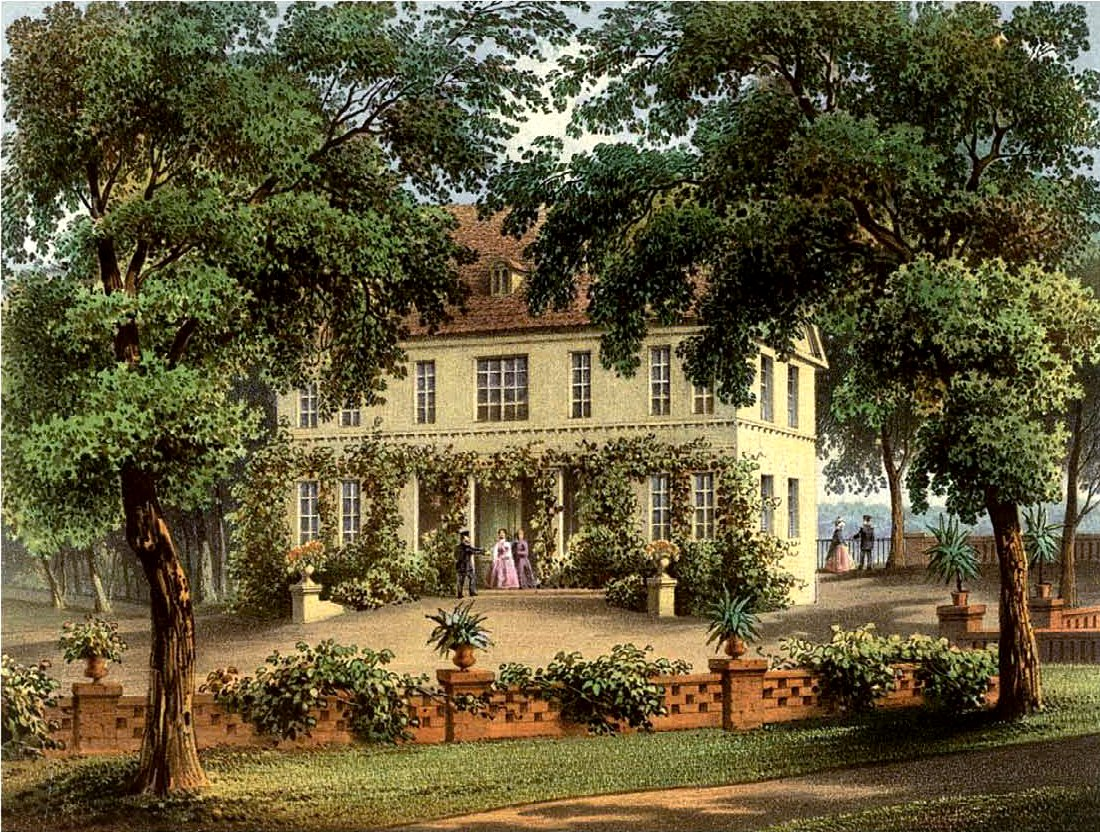
Rittergut Radojewo um 1860/61, Sammlung Alexander Duncker

In ihrer Schlichtheit erinnert die Ausführung an das Gillysche Schloss Paretz. Der Putzbau ist bis auf die kleinen Seitenflügel zweigeschossig und wird durch vierzehn Achsen sowie Giebelrisalite an der Vorder- und Rückseite gegliedert. Der Sockel besteht aus Raseneisensteinen und Feldsteinen. Die vierachsigen kleinen Seitenflügel sind eingeschossig. Eingeschossige Seitenflügel hatte David Gilly u. a. für das Schloss Steinhöfel entworfen. Giebelrisalite verleihen dem Bauwerk eine repräsentative Ausstrahlung. Dazu trägt auch der Portikus an der Vorderfront mit seinen vier dorischen Säulen bei. Die frühklassizistischen Innenräume werden durch Deckenmalereien geschmückt.

## Architektur des Gartens
Die Zufahrt erfolgt durch monumentale Torhäuser und führt um einen großen ovalen Teich, in dem sich das Schloss spiegelt. Es ist in einen Park eingebettet, der sich sowohl davor als auch dahinter erstreckt. In diesen war früher auch die alte Klosteranlage mit der Barockkirche des italienischen Architekten Pompeo Ferrari einbezogen. Vor dem Bau der Psychiatrischen Klinik in den 1860er Jahren erlaubte eine Sichtachse den Blick auf Schloss und Park des Ritterguts Radojewo. Der um 1800 angelegte und in den frühen 1820er Jahren von Peter Joseph Lenné überarbeitete Landschaftsgarten ist heute weitgehend verbaut.